# Außerordentlicher FDP-Bundesparteitag 2000
Koordinaten: 52° 30′ 18,2″ N, 13° 16′ 41,5″ O
Den außerordentlichen Bundesparteitag 2000 hielt die FDP am 17. September 2000 in Berlin ab. Es handelte sich um den 17. außerordentlichen Bundesparteitag der FDP in der Bundesrepublik Deutschland.

## Beschlüsse

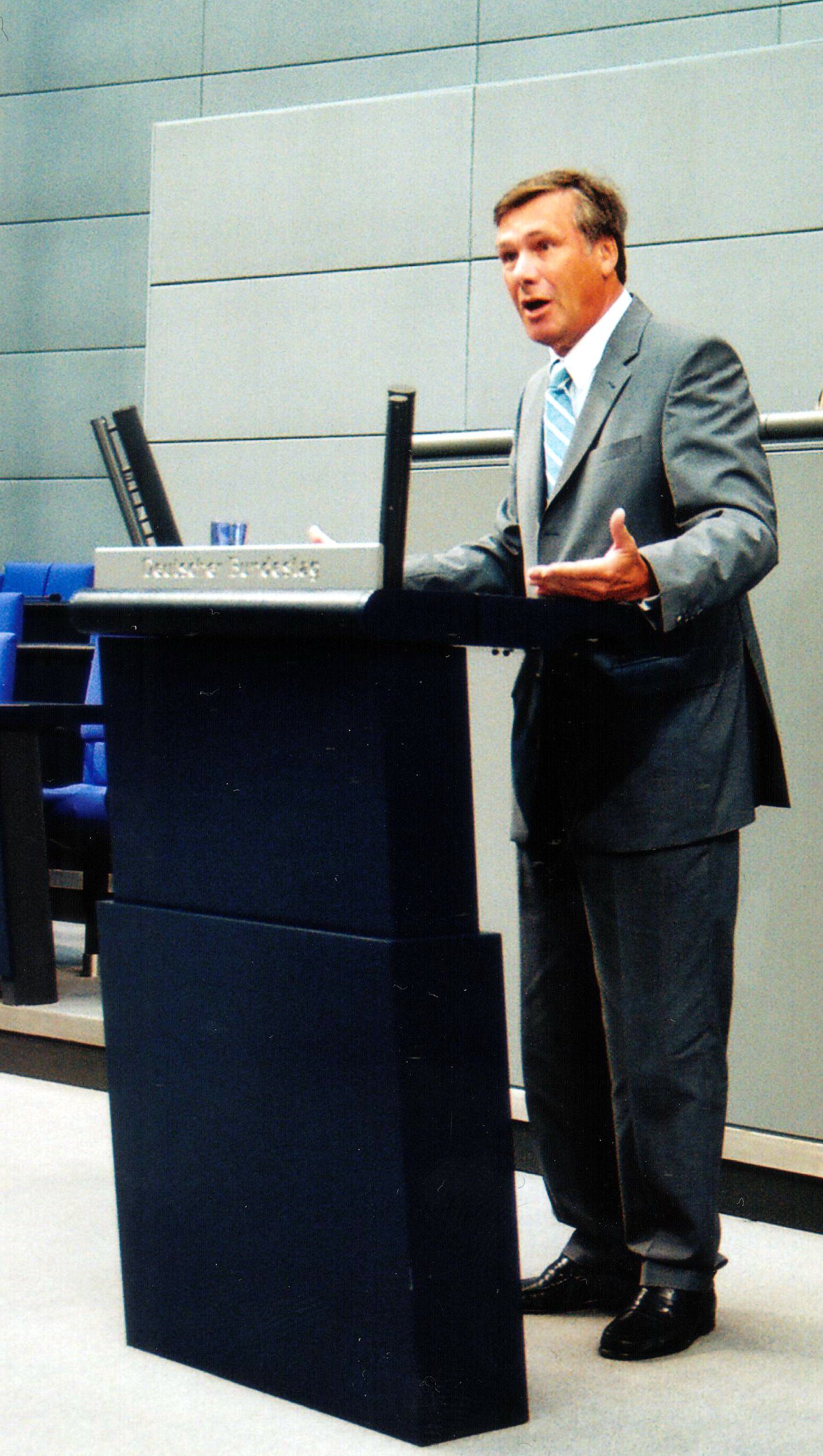
Wolfgang Gerhardt im Bundestag

Der Parteitag beschloss unter dem Vorsitz von Wolfgang Gerhardt die Aussetzung der Wehrpflicht, eine auftragsbezogene Struktur der Bundeswehr und den Entfall des Zivildienstes. Er trat für eine Neuausrichtung der sozialen Dienste ein, für eine bessere Anerkennung der Pflegeberufe und die Förderung freiwilligen Engagements.